# Kirk Douglas
Kirk Douglas, nato Issur Danielovitch Demsky (Amsterdam, 9 dicembre 1916 – Beverly Hills, 5 febbraio 2020), è stato un attore e produttore cinematografico statunitense.
Era padre dell'attore Michael Douglas e dei produttori Joel Douglas e Peter Douglas, nonché nonno di Cameron Douglas. Nel 1999 l'American Film Institute lo inserì al 17º posto tra le più grandi star della storia del cinema statunitense.

## Biografia
Kirk Douglas nacque ad Amsterdam, nello Stato di New York, il 9 dicembre del 1916 da immigrati ebrei bielorussi originari di Čavusy: Bryna Sanglel, detta Bertha (1884-1978) e Herschel Danielovitch, detto Harry (1884-1950). All'arrivo in America, la famiglia aveva adottato il cognome Demsky, per cui il suo nome di nascita venne anglicizzato in Isadore Demsky, abbreviato poi in Izzy.

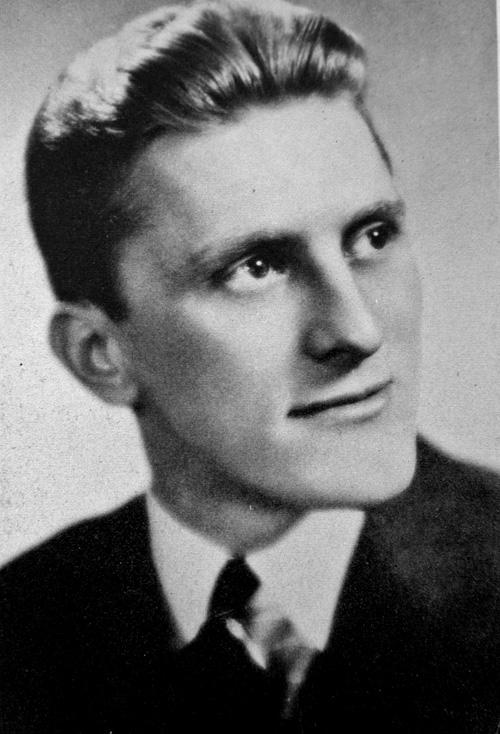
Kirk Douglas nel 1939

Si laureò in Lettere presso la St. Lawrence University nel 1939 e si diplomò poi all'Accademia americana di arti drammatiche di New York.
Dopo aver prestato servizio militare nella Marina degli Stati Uniti durante la seconda guerra mondiale, incominciò a lavorare a teatro, recitando anche a Broadway, dove venne scritturato dal regista Guthrie McClintic, il quale gli suggerì di cambiare subito nome: "Isadore Demsky", secondo McClintic, poteva andar bene per apparire in recite studentesche, ma sui cartelloni di Broadway non aveva possibilità di far colpo. Issur Danielovitch optò quindi per Kirk, dal nome di un personaggio dei fumetti che era tra i suoi preferiti, e per Douglas, dal cognome della sua insegnante di dizione all'accademia, cambiando anche legalmente il suo nome.
La sua prima interpretazione cinematografica fu quella di un giovane procuratore distrettuale nel film Lo strano amore di Marta Ivers (1946) di Lewis Milestone, accanto a Barbara Stanwyck e Van Heflin; l'anno seguente affiancò Robert Mitchum e Jane Greer in Le catene della colpa di Jacques Tourneur. Successivamente recitò anche in ruoli brillanti, tuttavia la commedia non si addiceva alle sue caratteristiche, più adatte a ruoli forti, spesso cinici, da "duro". Conquistò l'interesse del pubblico e della critica interpretando un pugile forte atleticamente, ma di scarse qualità umane, in Il grande campione (1949) di Mark Robson; il successo definitivo arrivò però con L'asso nella manica (1951) di Billy Wilder, in cui interpretò Chuck Tatum, giornalista senza scrupoli che specula sul dramma di un minatore intrappolato dopo il crollo in una miniera. Seguirono Pietà per i giusti (1951) di William Wyler, accanto a Eleanor Parker, in cui interpretava un poliziotto spietato, e Il bruto e la bella (1952) di Vincente Minnelli, nei panni di un produttore cinematografico dal cuore di pietra verso la fragile diva Lana Turner. In quegli anni fornì ottime prove anche nelle pellicole Chimere (1950) di Michael Curtiz e Lo zoo di vetro (1950) di Irving Rapper.
Nel 1954, dopo avere interpretato in Italia il mito di Ulisse di Mario Camerini, ove affiancò Silvana Mangano e Anthony Quinn, fondò una propria casa di produzione denominata Bryna Productions (dal nome della madre), con la quale realizzò i suoi più grandi successi da protagonista. Nel 1956 interpretò con grande efficacia il pittore Vincent van Gogh nel film Brama di vivere, diretto da Vincente Minnelli, mentre al 1957 risale uno dei capolavori nella sua ricca filmografia, Orizzonti di gloria, pellicola fortemente antimilitarista diretta dal giovane Stanley Kubrick e al quale Douglas teneva molto. Sempre diretto da Kubrick, l'attore sarà il protagonista nel 1960 del colossal Spartacus, da lui stesso prodotto. Nella sua lunga carriera fu anche un eccellente interprete di film western, tra i quali sono da ricordare Il grande cielo (1952) di Howard Hawks, L'uomo senza paura (1955) di King Vidor, e Sfida all'O.K. Corral (1957) di John Sturges; in quest'ultimo impersonò splendidamente il personaggio del medico Doc Holliday, al fianco di Burt Lancaster nel ruolo dello sceriffo Wyatt Earp. 

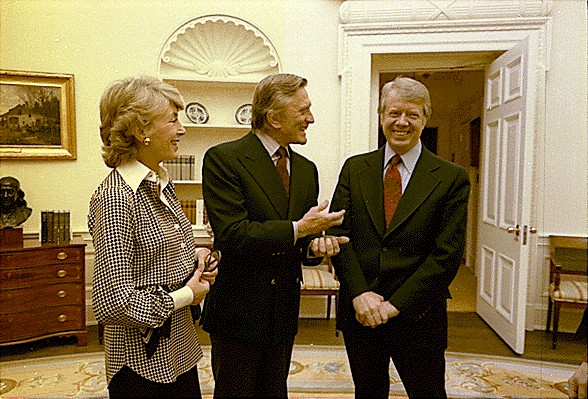
Kirk Douglas col presidente Jimmy Carter alla Casa Bianca nel 1978

Per tutti gli anni sessanta partecipò a film di vario genere, distinguendosi ancora per la sua presenza sanguigna e decisa; tra questi si segnalano il disneyano Ventimila leghe sotto i mari (1954) di Richard Fleischer, I vichinghi (1958) di Richard Fleischer, Noi due sconosciuti (1960) di Richard Quine, L'occhio caldo del cielo (1961) di Robert Aldrich, Due settimane in un'altra città (1962) di Vincente Minnelli (1962), Solo sotto le stelle (1962) di David Miller, Sette giorni a maggio (1964) di John Frankenheimer, Carovana di fuoco (1967) di Burt Kennedy, La fratellanza (1968) di Martin Ritt e Il compromesso (1969) di Elia Kazan.
Negli anni settanta e ottanta diradò la sua attività sul grande schermo; di questo periodo si ricordano, tra gli altri, Uomini e cobra (1970) di Joseph L. Mankiewicz, Un uomo da rispettare (1972) di Michele Lupo, Una volta non basta (1975) di Guy Green, Fury (1978) di Brian De Palma, Jack del Cactus (1979) di Hal Needham, Saturn 3 (1980) di Stanley Donen, L'uomo del fiume nevoso (1982) di George Miller e Due tipi incorreggibili (1986) di Jeff Kanew, ove apparve nuovamente in coppia con Burt Lancaster.
Nel 1980 fu presidente della giuria della 33ª edizione del festival di Cannes.
Ricevette tre candidature al Premio Oscar, senza mai vincerlo. Solo nel 1996 fu premiato con l'Oscar alla carriera. Il 16 gennaio 1981 ottenne una prestigiosa onorificenza civile statunitense, la Medaglia presidenziale della libertà, dal presidente Jimmy Carter. Douglas interpretò il suo penultimo film, Vizio di famiglia (2003) di Fred Schepisi, accanto al figlio Michael e al nipote Cameron. La sua ultima apparizione fu nel 2004, con il film Illusion di Michael A. Goorjian, nella parte di un regista moribondo. Saltuariamente attivo anche nelle produzioni televisive, vi apparve per l'ultima volta nel 2008.
Ormai lontano dalle scene per l'età e le limitazioni fisiche, si impegnò, attraverso i mezzi di comunicazione di massa (fra i quali un suo blog), in una campagna atta a indurre gli Stati Uniti d'America a chiedere perdono per la schiavitù delle persone deportate dall'Africa fra i secoli XVI e XIX e per le ingiustizie che gli afroamericani continuarono a patire anche dopo l'abolizione formale del regime schiavista, battaglia vinta nell'agosto 2008.

### Morte
Kirk Douglas morì a Beverly Hills il 5 febbraio 2020, a 103 anni: al momento del decesso era il più anziano vincitore del Premio Oscar alla carriera. È stato sepolto nel Westwood Village Memorial Park Cemetery di Los Angeles, California.

## Vita privata

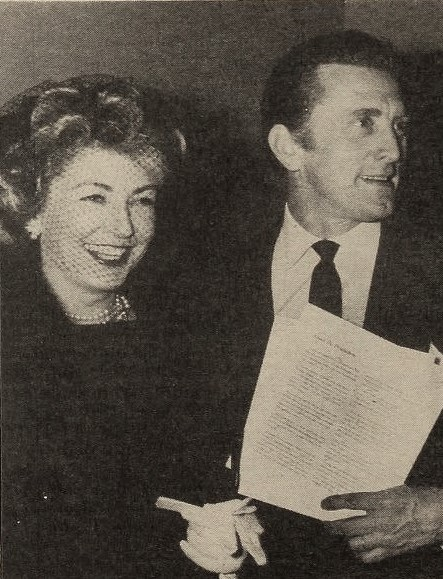
Douglas con la seconda moglie, Anne Buydens, nel 1959

Kirk Douglas si sposò due volte. Dal primo matrimonio con l'attrice britannica Diana Dill (durato dal 1943 al 1951) ebbe due figli, l'attore Michael Douglas (nato nel 1944) e il produttore cinematografico Joel Douglas (nato nel 1947). Nel 1954 Douglas si risposò con la produttrice Anne Buydens, conosciuta sul set di Atto d'amore, dalla quale ebbe altri due figli, il produttore Peter Douglas (1955) ed Eric Douglas (1958-2004, morto a 46 anni per abuso di stupefacenti).
Nel 1949 venne marginalmente coinvolto nel caso della scomparsa di Jean Spangler.
Secondo quanto dichiarato dalla sorella dell'attrice, nel 1955 avrebbe aggredito sessualmente Natalie Wood, all'epoca minorenne.

## Filmografia

### Cinema

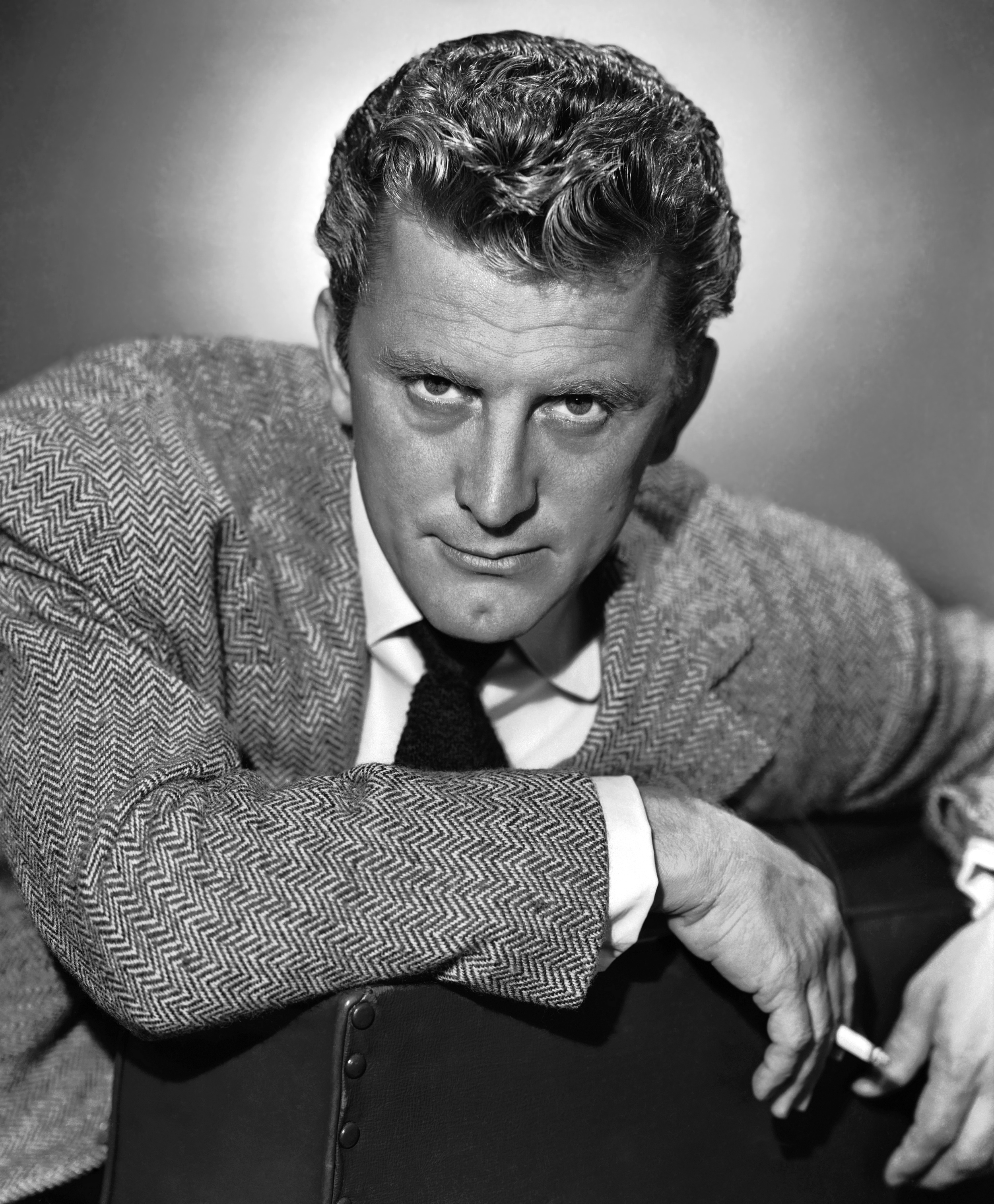
Kirk Douglas nel 1955

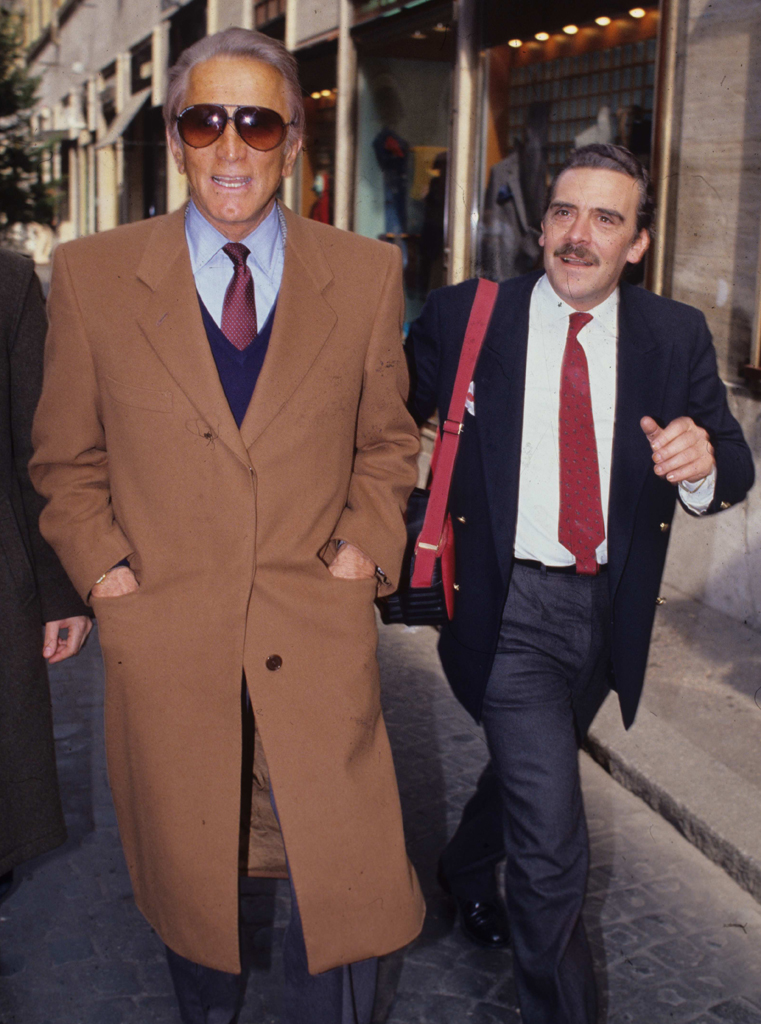
Kirk Douglas a Roma insieme con il fotografo Rino Barillari

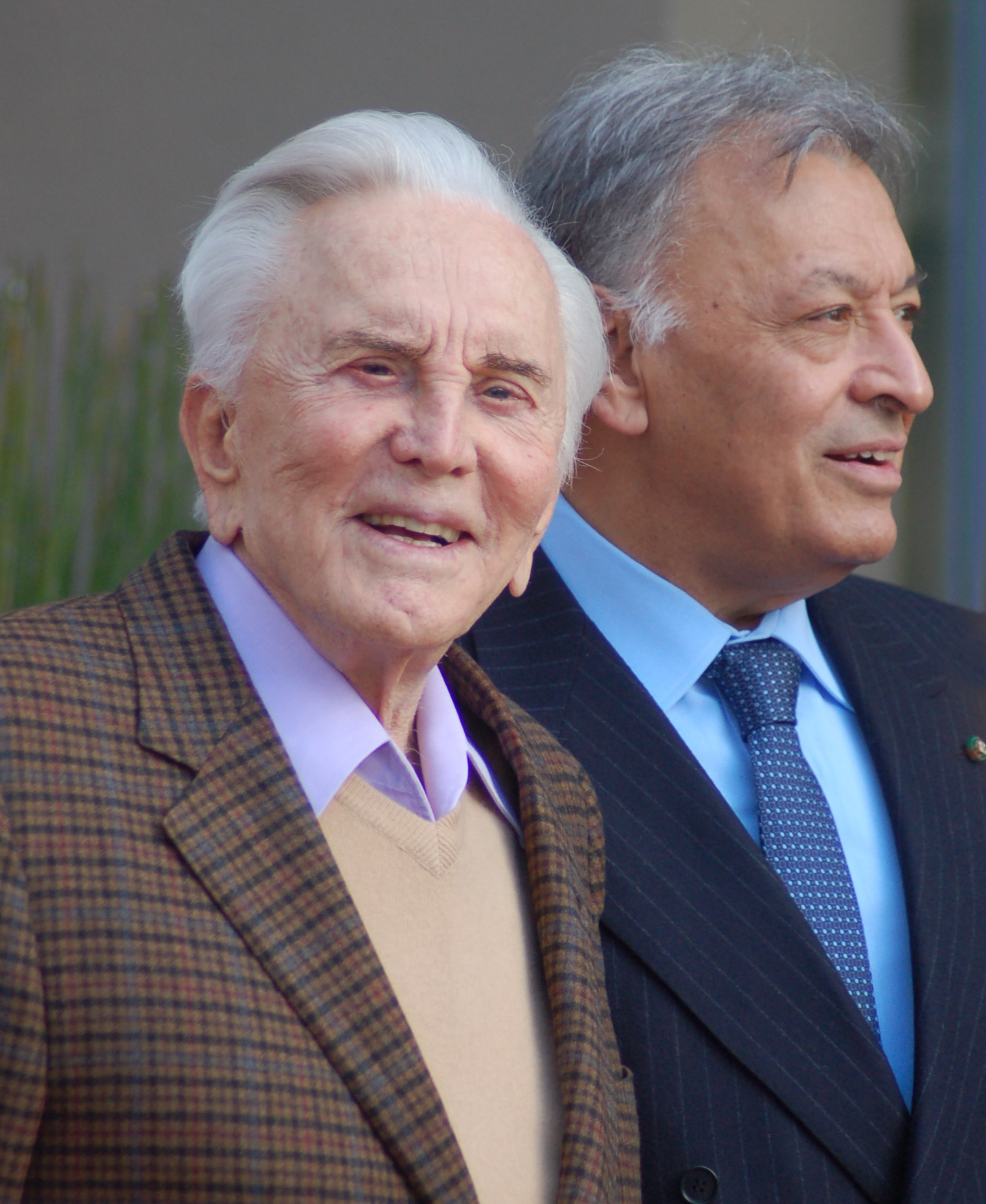
Kirk Douglas, con il direttore d'orchestra Zubin Mehta alla cerimonia della Hollywood Walk of Fame nel 2011

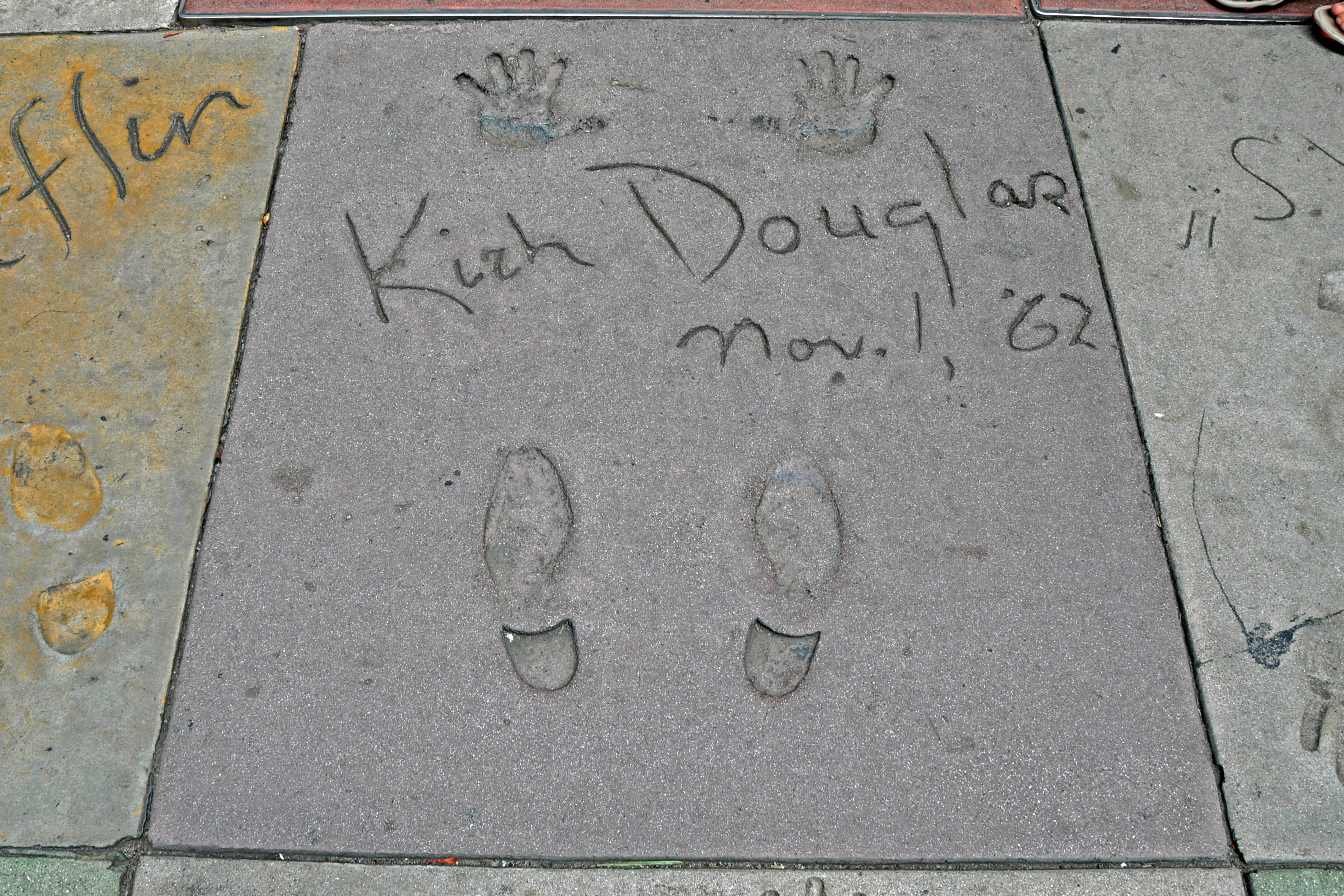
Impronte di Kirk Douglas al Grauman's Chinese Theatre di Hollywood, novembre 1962

- Lo strano amore di Marta Ivers (The Strange Love of Martha Ivers), regia di Lewis Milestone (1946)
- Il lutto si addice ad Elettra (Mourning Becomes Electra), regia di Dudley Nichols (1947)
- Le catene della colpa (Out of the Past), regia di Jacques Tourneur (1947)
- Le vie della città (I Walk Alone), regia di Byron Haskin (1948)
- Le mura di Gerico (The Walls of Jericho), regia di John M. Stahl (1948)
- La cara segretaria (My Dear Secretary), regia di Charles Martin (1948)
- Lettera a tre mogli (A Letter to Three Wives), regia di Joseph L. Mankiewicz (1949)
- Il grande campione (Champion), regia di Mark Robson (1949)
- Chimere (Young Man with a Horn), regia di Michael Curtiz (1950)
- Lo zoo di vetro (The Glass Menagerie), regia di Irving Rapper (1950)
- Sabbie rosse (Along the Great Divide), regia di Raoul Walsh (1951)
- L'asso nella manica (Ace in the Hole), regia di Billy Wilder (1951)
- Pietà per i giusti (Detective Story), regia di William Wyler (1951)
- Il tesoro dei Sequoia (The Big Trees), regia di Felix E. Feist (1952)
- Il grande cielo (The Big Sky), regia di Howard Hawks (1952)
- Il bruto e la bella (The Bad and the Beautiful), regia di Vincente Minnelli (1952)
- Storia di tre amori (The Story of Three Loves), episodio "Equilibrium", regia di Gottfried Reinhardt (1953)
- I perseguitati (The Juggler), regia di Edward Dmytryk (1953)
- Atto d'amore (Un acte d'amour), regia di Anatole Litvak (1953)
- Ulisse, regia di Mario Camerini (1954)
- Ventimila leghe sotto i mari (20000 Leagues Under the Sea), regia di Richard Fleischer (1954)
- Destino sull'asfalto (The Racers), regia di Henry Hathaway (1955)
- L'uomo senza paura (Man Without a Star), regia di King Vidor (1955)
- Il cacciatore di indiani (The Indian Fighter), regia di André De Toth (1955)
- Brama di vivere (Lust for Life), regia di Vincente Minnelli (1956)
- Sì, signor generale (Top Secret Affair), regia di Henry C. Potter (1957)
- Sfida all'O.K. Corral (Gunfight at the O.K. Corral), regia di John Sturges (1957)
- Orizzonti di gloria (Paths of Glory), regia di Stanley Kubrick (1957)
- I vichinghi (The Vikings), regia di Richard Fleischer (1958)
- Il giorno della vendetta (Last Train from Gun Hill), regia di John Sturges (1959)
- Il discepolo del diavolo (The Devil's Disciple), regia di Guy Hamilton (1959)
- Noi due sconosciuti (Strangers When We Meet), regia di Richard Quine (1960)
- Spartacus, regia di Stanley Kubrick (1960)
- La città spietata (Town Without Pity), regia di Gottfried Reinhardt (1961)
- L'occhio caldo del cielo (The Last Sunset), regia di Robert Aldrich (1961)
- Solo sotto le stelle (Lonely Are the Brave), regia di David Miller (1962)
- Due settimane in un'altra città (Two Weeks in Another Town), regia di Vincente Minnelli (1962)
- L'uncino (The Hook), regia di George Seaton (1963)
- I cinque volti dell'assassino (The List of Adrian Messenger), regia di John Huston (1963)
- Per soldi o per amore (For Love or Money), regia di Michael Gordon (1963)
- Sette giorni a maggio (Seven Days in May), regia di John Frankenheimer (1964)
- Prima vittoria (In Harm's Way), regia di Otto Preminger (1965)
- Gli eroi di Telemark (The Heroes of Telemark), regia di Anthony Mann (1965)
- Combattenti della notte (Cast a Giant Shadow), regia di Melville Shavelson (1966)
- Parigi brucia? (Paris brûle-t-il?), regia di René Clément (1966)
- La via del West (The Way West), regia di Andrew V. McLaglen (1967)
- Carovana di fuoco (The War Wagon), regia di Burt Kennedy (1967)
- Jim l'irresistibile detective (A Lovely Way to Die), regia di David Lowell Rich (1968)
- La fratellanza (The Brotherhood), regia di Martin Ritt (1968)
- Il compromesso (The Arrangement), regia di Elia Kazan (1969)
- Uomini e cobra (There Was a Crooked Man...), regia di Joseph L. Mankiewicz (1970)
- Il faro in capo al mondo (The Light at the Edge of the World), regia di Kevin Billington (1971)
- Quattro tocchi di campana (A Gunfight), regia di Lamont Johnson (1971)
- Per amore ho catturato una spia russa (To Catch a Spy), regia di Dick Clement (1971)
- Un uomo da rispettare, regia di Michele Lupo (1972)
- Un magnifico ceffo da galera (Scalawag), regia di Kirk Douglas (1973)
- I giustizieri del West (Posse), regia di Kirk Douglas (1975)
- Una volta non basta (Jacqueline Susann's Once Is Not Enough), regia di Guy Green (1975)
- Holocaust 2000, regia di Alberto De Martino (1977)
- Fury (The Fury), regia di Brian De Palma (1978)
- Jack del Cactus (The Villain), regia di Hal Needham (1979)
- Home Movies - Vizietti familiari (Home Movies), regia di Brian De Palma (1979)
- Saturn 3, regia di Stanley Donen (1980)
- Countdown dimensione zero (The Final Countdown), regia di Don Taylor (1980)
- L'uomo del fiume nevoso (The Man from Snowy River), regia di George Miller (1982)
- La fuga di Eddie Macon (Eddie Macon's Run), regia di Jeff Kanew (1983)
- Due tipi incorreggibili (Tough Guys), regia di Jeff Kanew (1986)
- Oscar - Un fidanzato per due figlie (Oscar), regia di John Landis (1991)
- Benvenuto a Veraz, regia di Xavier Castano (1991)
- Caro zio Joe (Greedy), regia di Jonathan Lynn (1994)
- Diamonds, regia di John Mallory Asher (1999)
- Vizio di famiglia (It Runs in the Family), regia di Fred Schepisi (2003)
- Illusion, regia di Michael A. Goorjian (2004)

### Televisione
- The Jack Benny Program – serie TV, 1 episodio (1954)
- Lucy Show (The Lucy Show) – serie TV, 1 episodio (1966)
- Laugh-In – serie TV, 2 episodi (1968)
- The Legend of Silent Night – film TV (1968)
- The Special London Bridge Special – film TV (1972)
- Il dottor Jekyll e Mister Hyde (Dr. Jekyll and Mr. Hyde) – film TV (1973)
- Il gatto e il topo (Mousey) – film TV (1974)
- La lunga notte di Entebbe (Victory at Entebbe), regia di Marvin J. Chomsky – film TV (1976)
- I boss del dollaro (Arthur Hailey's the Moneychangers) – miniserie TV (1976)
- Senza nessuna pietà (Remembrance of Love) — film TV (1982)
- Coppia di Jack (Draw!) – film TV (1984)
- Amos – film TV (1985)
- Queenie - La stella di Calcutta (Queenie) – miniserie TV (1987)
- 1925: processo alla scimmia (Inherit the Wind) – film TV (1988)
- I racconti della cripta (Tales from the Crypt) – serie TV, 1 episodio (1991)
- The Secret – film TV (1992)
- Incubi (Two-Fisted Tales) – film TV (1992)
- Take Me Home Again – film TV (1994)
- I Simpson (The Simpsons) – serie TV, 1 episodio (1996) - solo voce
- Il tocco di un angelo (Touched by an Angel) – serie TV, 1 episodio (2000)
- Meurtres à l'Empire State Building – film TV (2008)

## Riconoscimenti
- Premio Oscar
  - 1950 – Candidatura al miglior attore per Il grande campione
  - 1953 – Candidatura al miglior attore per Il bruto e la bella
  - 1957 – Candidatura al miglior attore per Brama di vivere
  - 1996 – Oscar alla carriera

- Golden Globe
  - 1952 – Candidatura al miglior attore in un film drammatico per Pietà per i giusti
  - 1957 – Miglior attore in un film drammatico per Brama di vivere
  - 1968 – Golden Globe alla carriera

- Hollywood Walk of Fame
  - 1960 – Stella

- Laurel Awards
  - 1961 – Candidatura al miglior attore per Spartacus

## Doppiatori italiani
Nelle versioni in italiano delle opere in cui ha recitato, Kirk Douglas è stato doppiato da:
- Giulio Panicali ne Il lutto si addice ad Elettra, Le mura di Gerico, La cara segretaria, Lettera a tre mogli, Atto d'amore, Ventimila leghe sotto i mari[9], Il cacciatore di indiani, Orizzonti di gloria, I vichinghi, Spartacus, L'occhio caldo del cielo, Solo sotto le stelle, I cinque volti dell'assassino, Parigi brucia?
- Emilio Cigoli ne Il grande campione, Il bruto e la bella, Storia di tre amori, Ulisse, Destino sull'asfalto, Brama di vivere, Sì, signor generale, Noi due sconosciuti, La città spietata, Due settimane in un'altra città, Gli eroi di Telemark, Quattro tocchi di campana
- Giuseppe Rinaldi in Per soldi o per amore, Sette giorni a maggio, Prima vittoria, Combattenti della notte, La via del West, Carovana di fuoco, Jim l'irresistibile detective, La fratellanza, Per amore ho catturato una spia russa, Un uomo da rispettare, Holocaust 2000
- Gualtiero De Angelis ne Lo strano amore di Marta Ivers, Le catene della colpa, Chimere, Lo zoo di vetro, Sabbie rosse, Il tesoro dei Sequoia, I perseguitati, Il giorno della vendetta
- Michele Kalamera ne Il faro in capo al mondo, Un magnifico ceffo da galera, I giustizieri del West, Jack del Cactus, Saturn 3, Incubi
- Pino Locchi ne Il compromesso, Oscar - Un fidanzato per due figlie, Il segreto, Caro zio Joe
- Sergio Rossi in Fury, L'uomo del fiume nevoso (Harrison), Due tipi incorreggibili
- Paolo Stoppa ne Le vie della città, Sfida all'O.K. Corral
- Sandro Ruffini ne L'asso nella manica, Pietà per i giusti
- Arnoldo Foà ne Il grande cielo
- Stefano Sibaldi ne L'uomo senza paura
- Gigi Proietti in Uomini e cobra
- Roberto Villa ne Il gatto e il topo
- Massimo Foschi in Una volta non basta
- Nando Gazzolo in Countdown dimensione zero
- Vittorio Di Prima ne L'uomo del fiume nevoso (Spur)
- Renzo Stacchi ne La fuga di Eddie Macon
- Gianni Musy in Vizio di famiglia

Da doppiatore è stato sostituito da:
- Franco Chillemi ne I Simpson